# Xyris linifolia
Xyris linifolia là một loài thực vật hạt kín trong họ Hoàng đầu. Loài này được P.Royen miêu tả khoa học đầu tiên năm 1954.